# Kemaliye (district)
Kemaliye is een Turks district in de provincie Erzincan en telt 5.231 inwoners (2007). Het district heeft een oppervlakte van 1093,6 km². Hoofdplaats is Kemaliye.
De bevolkingsontwikkeling van het district is weergegeven in onderstaande tabel.
| 1997  | 2000  | 2007  |
| ----- | ----- | ----- |
| 7.715 | 7.736 | 5.231 |